# Strategie-31

Oficiální logo "Strategie-31 (Стратегия-31)"

Strategie-31 (rusky: Стратегия-31) je celonárodní občanské hnutí za svobodu shromažďování v Ruské federaci. Hnutí vzniklo v létě 2009 jako série občanských protestů na obranu svobody shromažďování (podle článku 31, Ústavy Ruské Federace), které se konají pravidelně každý 31. den v měsíci v 18:00 na různých místech Ruska.
První protestní akce se konala 31. července 2009 v Moskvě na Triumfálním náměstí. Od roku 2010 získává Strategie-31 podobu celonárodního hnutí a protestní akce se pod jeho záštitou konají také v Petrohradu, Novosibirsku a dalších ruských městech.
Mítinky na podporu Strategie-31 probíhají také mimo území Ruské Federace – v Berlíně, Bruselu, Kyjevě, Praze, Tel Avivu, Helsinkách, Brně a dalších městech.
Žádná z akcí Strategie-31 nebyla oficiálně povolena. Jako důvody neudělení povolení k demonstraci jsou uváděny akce jiných skupin, které si vždy podaly žádost dříve, a to bez ohledu na místo předpokládaného konání. 
Všechny akce Strategie-31 bývají rozehnány policií a pořádkovými silami OMON a provázeny masovým zatýkáním účastníků. 

## Fotogalerie

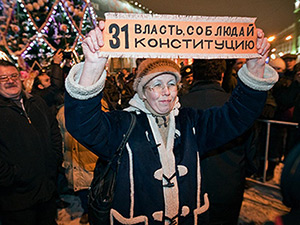
Moskva, Triumfální náměstí, 31. července 2009

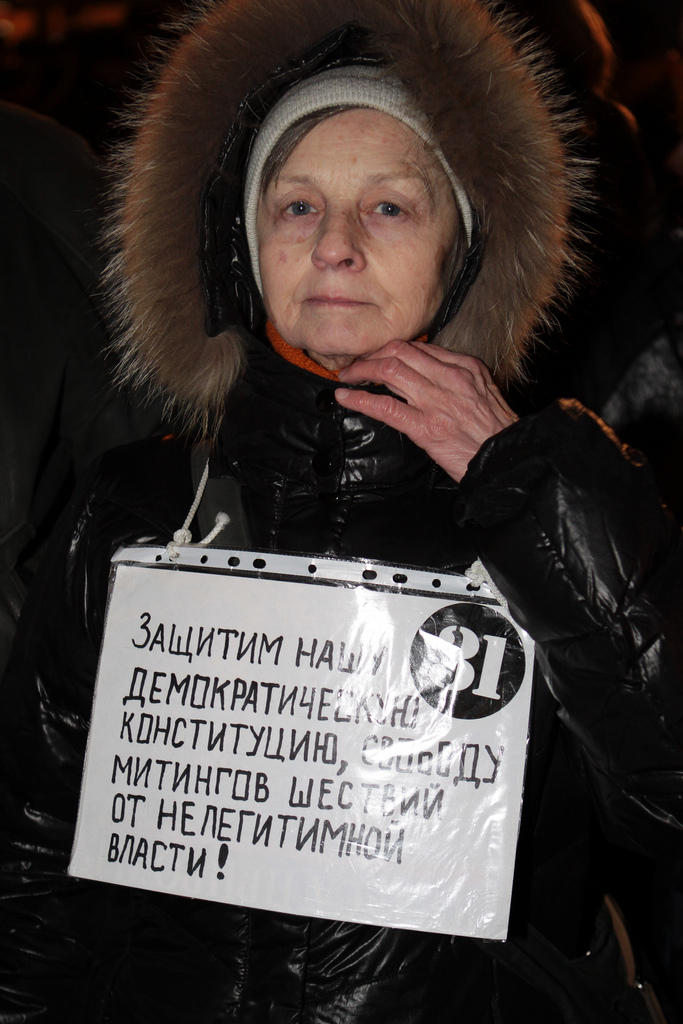
Strategie-31 (2010)
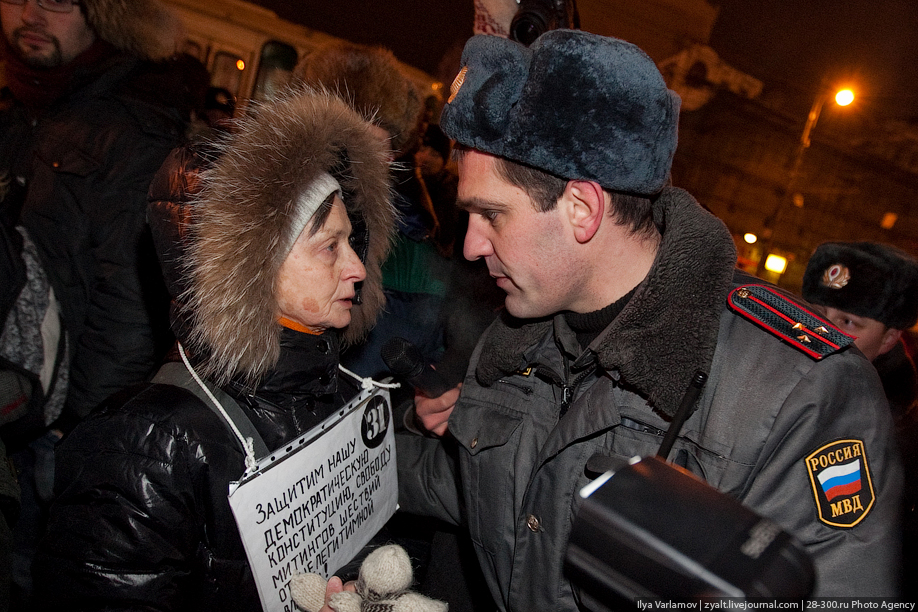
Strategie-31 (2010)
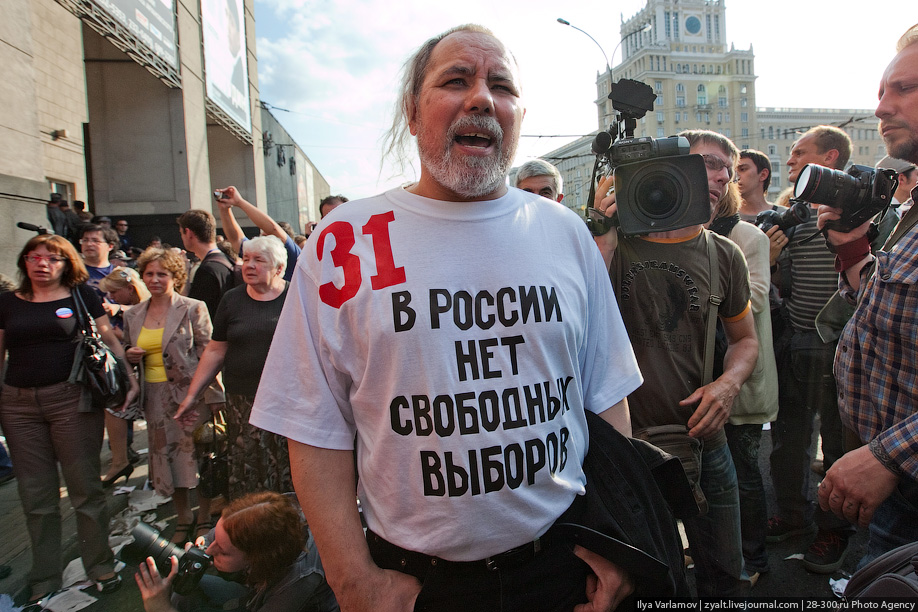
Strategie-31 (2010)
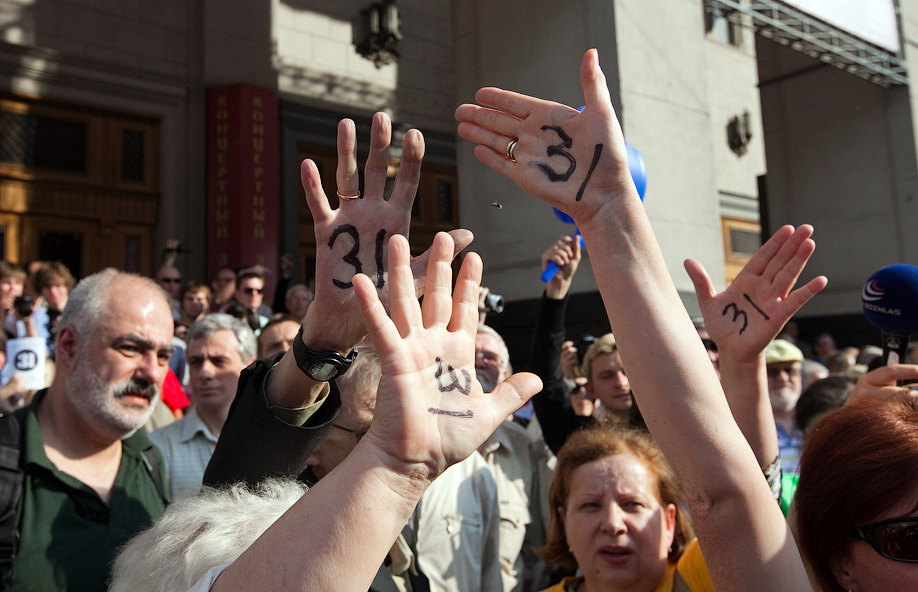
Strategie-31 (2010)
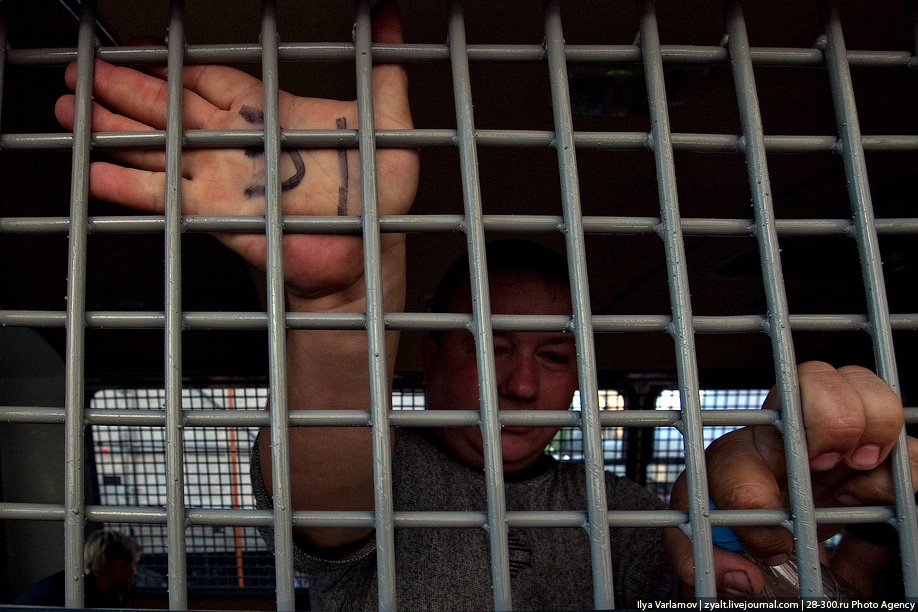
Strategie-31 (2010)